# Paz de la Huerta
Paz de la Huerta (ur. 3 września 1984 w Nowym Jorku) − amerykańska aktorka filmowa i modelka.
Dorastała w Nowym Jorku. Uczyła się w Grace Church School, w szóstej klasie została zawieszona za agresywne zachowanie. Przeniosła się wtedy do Saint Ann’s School. Gra w filmach od czternastego roku życia; zadebiutowała w obrazie Moja miłość w reżyserii Nicholasa Hytnera. W 2009 roku wystąpiła w jednej z głównych ról w filmie Enter the Void w reżyserii Gaspara Noé; zagrała również w serialu HBO Zakazane imperium jako Lucy Danziger.

## Filmografia
- Moja miłość (1998)
- Wbrew regułom (1999)
- Chłopaki mojego życia (2001)
- Chelsea Walls (2001)
- Szkoła uczuć (2002)
- Steal Me (2005)
- Dzikie plemię (2005)
- 5up 2down (2006)
- Nail Polish (2006)
- The Guitar (2008)
- Udław się (2008)
- Oszustwo (2008)
- Wkraczając w pustkę (2009)
- The Limits of Control (2009)
- 42 One Dream Rush (2009)
- Zakazane imperium (2009−2011)
- Perwersyjna siostra (2013)